# Koeleria ventanicola
Koeleria ventanicola är en gräsart som beskrevs av A.Molina. Koeleria ventanicola ingår i släktet tofsäxingar, och familjen gräs. Inga underarter finns listade i Catalogue of Life.